# شبثيات
الشبثيات أو الخدرنقيات (الاسم العلمي Galeodidae)، فصيلة دويبات من العناكب ورتبة المعتزلات.